# Addio mia bella signora
Addio mia bella signora è un film del 1954 diretto da Fernando Cerchio.

## Trama

Alba Arnova e Gino Cervi in una delle scene finali

Guido, studente universitario, si innamora di una ragazza sconosciuta, Cristina, che riesce a incontrare grazie a sua cugina.
La ragazza è promessa sposa del conte Riccardo Saluzzo, un maturo colonnello dei bersaglieri, e la notizia è un duro colpo per il giovane innamorato che decide di farsi da parte.
Nel 1915, dopo la dichiarazione di guerra all'Austria, il colonnello Saluzzo è richiamato in servizio e deve partire per il fronte. Guido e Cristina si incontrano nuovamente e la passione tra i due esplode e, dopo la notizia della morte di Saluzzo, i due decidono di sposarsi appena finito l'anno di lutto per la giovane vedova. Ma prima che il loro sogno si realizzi, il colonnello riappare inaspettatamente e gravemente mutilato agli arti inferiori.
A questo punto Cristina cerca di dimenticare Guido per ritornare ai suoi doveri di moglie devota, ma il colonnello, consapevole della sua condizione fisica e dei sentimenti della moglie, decide di suicidarsi per restituirle la libertà. Cristina però glielo impedisce e rinuncia definitivamente all'amore di Guido che parte volontario per la guerra.

## Produzione
Il film è ascrivibile al filone dei melodrammi sentimentali, comunemente detto strappalacrime, allora molto in voga tra il pubblico italiano (in seguito ribattezzato dalla critica con il termine neorealismo d'appendice).